# Гетикванк
Гетикванк (арм. Գետիկվանք) — село в Вайоцдзорской области Армении.

## География
Село расположено в северной части марза, в долине реки Гетикванк, на расстоянии 4 километров к северо-востоку от села Вардаовит. Абсолютная высота — 2210 метров над уровнем моря.
Климат
Климат характеризуется как умеренно холодный, влажный (Dfb в классификации климатов Кёппена).

## Население
| Год переписи | Население          | Население          | Население          | Население            | Население            | Население            |
| Год переписи | Наличное население | Наличное население | Наличное население | Постоянное население | Постоянное население | Постоянное население |
| Год переписи | Всего              | Мужчины            | Женщины            | Всего                | Мужчины              | Женщины              |
| ------------ | ------------------ | ------------------ | ------------------ | -------------------- | -------------------- | -------------------- |
| 2001         | 0                  | 0                  | 0                  | 0                    | 0                    | 0                    |
| 2011         | 0                  | 0                  | 0                  | 0                    | 0                    | 0                    |

| Год  | Численность | Численность |
| ---- | ----------- | ----------- |
| 1873 | 142         | [ 8 ]       |
| 1886 | 201         | [ 8 ]       |
| 1922 | 71          | [ 8 ]       |
| 1931 | 171         | [ 8 ]       |
| 1959 | 313         | [ 8 ]       |
| 1970 | 396         | [ 8 ]       |
| 1979 | 537         | [ 8 ]       |
| 2011 | 0           |             |